# Карачун (Воронезька область)
Карачун (рос. Карачун) — село у Рамонському районі Воронезької області Російської Федерації.
Населення становить 279 осіб (2010). Входить до складу муніципального утворення Карачунське сільське поселення.

## Історія
Населений пункт розташований у історичному регіоні Чорнозем'я. Від 1965 року належить до Рамонського району, спочатку в складі Центрально-Чорноземної області, а від 1934 року — Воронезької області.
Згідно із законом від 15 жовтня 2004 року входить до складу муніципального утворення Карачунське сільське поселення.

## Населення
| 1859 | 1900  | 2005 | 2010 |
| ---- | ----- | ---- | ---- |
| 1699 | ↗1840 | ↘311 | ↘279 |